# Prozessbetrug
Prozessbetrug ist ein Unterfall des Betrugs, bei dem die Täuschungshandlung in einem Verstoß gegen die Pflicht zum wahrheitsgemäßen Sachvortrag vor Gericht besteht (bewusste Falschangaben). Die Tat kann durch ausdrückliches oder konkludentes Vorspiegeln von Tatsachen von der Partei oder von Zeugen, gegebenenfalls auch durch Manipulation von Beweismitteln (sog. Beweismittelbetrug) begangen werden.
Die Tat ist in Deutschland ein Vergehen gem. § 263 Abs. 1 StGB iVm. § 12 Abs. 2 StGB. Die Versuchsstrafbarkeit ergibt sich aus § 263 Abs. 2 StGB.

## Prozessbetrug im engeren Sinn
Der Prozessbetrug ist ein klassischer Dreiecksbetrug, bei dem der Richter das Werkzeug des Täuschenden ist. Der Richter verfügt als Dritter über einen Anspruch der geschädigten Partei, indem er diesen im Urteil abweist oder einen nicht berechtigten der täuschenden Partei zuspricht. Möglich ist auch der Prozessbetrug mit Verfügung durch den Rechtspfleger oder den Gerichtsvollzieher. Insofern ist als Vermögensschaden auch die konkrete Vermögensgefährdung ausreichend.

## Prozessbetrug im weiteren Sinn
Der Prozessbetrug im weiteren Sinn wird auch „Betrug im Prozess“ genannt. Gemeint ist das Täuschen des Prozessgegners, dessen Vertreter/Bevollmächtigten, der Zeugen oder Sachverständigen als Beweismittel.

## Prozessrechtsakzessorische Auslegung der Tatbestandsmerkmale
Die Strafbarkeit wegen Prozessbetruges durch unzutreffenden Sachvortrag setzt die Verletzung der in § 138 ZPO normierten zivilprozessuale Wahrheitspflicht voraus. Ob eine tatbestandliche Täuschung vorliegt, bestimmt sich nach dem Umfang der zivilprozessualen Wahrheitspflicht. Die Tatbestandsmerkmale des § 263 StGB sind daher prozessrechtsakzessorisch auszulegen.
Das Zivilgericht erwartet als (Haupt-)Erklärungsempfänger des Parteivorbringens nicht mehr und nicht weniger als einen den Vorgaben des § 138 ZPO entsprechenden Sachvortrag. Dieser Empfängerhorizont ist auch für die Frage maßgebend, ob die Prozesspartei eine Täuschungshandlung im Sinne von § 263 Abs. 1 StGB begeht. Die Grenze zum unzulässigen Sachvortrag ist erreicht, wenn willkürlich Behauptungen „aufs Geratewohl“ oder „ins Blaue hinein“ aufgestellt werden und sich das Tatgericht nicht von einer bewussten Lüge überzeugen kann.
Bei Fehlen jeglicher Anhaltspunkte für den vorgetragenen Sachverhalt ist zumindest ein bedingt vorsätzliches Handeln der Partei zu bejahen, weil das voluntative Vorsatzelement (billigende Inkaufnahme der Unwahrheit) ebenfalls vorliegt.

## Bedeutung in den einzelnen Verfahrensordnungen
§ 138 ZPO ist unmittelbar anwendbar in Zivilverfahren, in denen der Beibringungsgrundsatz gilt. In Arbeitsgerichtsprozessen gilt er gem. § 46 Abs. 2 Satz 1 ArbGG entsprechend. In bürgerlichen Rechtsstreitigkeiten, die vor den ordentlichen Gerichten und den Arbeitsgerichten verhandelt werden, gilt der Grundsatz der Mündlichkeit. Die Parteien verhandeln über den Rechtsstreit vor dem erkennenden Gericht mündlich (§ 128 Abs. 1 ZPO). Die mündliche Verhandlung wird durch Schriftsätze vorbereitet (§ 129 ZPO). Jede Partei hat sich über die von dem Gegner behaupteten Tatsachen zu erklären und sie gegebenenfalls zu bestreiten (§ 138 Abs. 2, 3 ZPO). Aufgrund der für wahr oder unwahr erachteten tatsächlichen Behauptungen fällt das Gericht sein Urteil (§ 286 ZPO). Widersprüchliches und damit auch unwahres Parteivorbringen sind dem Zivilprozess damit inhärent und Teil desselben.
Im Strafprozess muss sich der Angeklagte nicht selbst belasten und braucht daher grundsätzlich keine Konsequenzen fürchten, wenn er die Unwahrheit sagt.
Im Verwaltungs- und Sozialgerichtsprozess erforscht das Gericht den Sachverhalt von Amts wegen (§ 86 VwGO, § 103 SGG). Die Zivilprozessordnung ist nur entsprechend anzuwenden, wenn die grundsätzlichen Unterschiede der Verfahrensarten dies nicht ausschließen (§ 173 Satz 1 VwGO, § 202 Satz 1 SGG). Bei der Ermittlung des Sachverhalts sind die Beteiligten zwar heranzuziehen, das Gericht ist an ihr Vorbringen und an ihre Beweisanträge aber nicht gebunden. Jedenfalls § 138 Abs. 4 ZPO findet im Verwaltungsprozess wegen der gerichtlichen Amtsermittlungspflicht keine Anwendung.
Auch das Finanzgericht erforscht den Sachverhalt von Amts wegen und zieht dafür die Beteiligten heran. Sie haben ihre Erklärungen über tatsächliche Umstände vollständig und der Wahrheit gemäß abzugeben und sich auf Anforderung des Gerichts zu den von den anderen Beteiligten vorgebrachten Tatsachen zu erklären (§ 76 Abs. 1 Satz 3 FGO). Das gilt auch im Besteuerungsverfahren gem. § 90 Abs. 1 der Abgabenordnung (AO), für die Steuererklärung gem. § 150 Abs. 2 AO (steuerliche Wahrheitspflicht). Unrichtige oder unvollständige Angaben über steuerlich erhebliche Tatsachen führen jedoch nicht zur Verurteilung wegen (Prozess-)Betrugs, sondern sind bei Vorsatz als Steuerhinterziehung strafbar (§ 370 AO). Adressat einer unrichtigen Angabe über steuerlich erhebliche Tatsachen kann nicht nur eine Finanzbehörde, sondern auch ein Finanzgericht sein, wenn es im Rahmen einer auf die Aufhebung eines Bescheids zur Einkommensteuer abzielenden Klage steuererhebliche Feststellungen und Entscheidungen wie eine Finanzbehörde zu treffen hat.

## Prozessbetrug in verschiedenen Zivilverfahren

### Einstweilige Verfügung
Bei einstweiligen Verfügungen ist ebenfalls ein Prozessbetrug möglich. Im Gegensatz zu einem Hauptsacheverfahren kann ein Prozessbetrug sogar ohne Anhörung des Antragsgegners begangen werden, etwa indem ein Richter dem Antrag auf Erlass einer Einstweiligen Verfügung ohne mündliche Verhandlung stattgibt, weil er unwahres Vorbringen des Antragstellers glaubt.

### Mahnverfahren
Auch im gerichtlichen Mahnverfahren kann ein Prozessbetrug durch falsche Angaben im Mahnantrag begangen werden, sofern der Antrag nicht rein maschinell bearbeitet wird.

## Versuchsbeginn
Der Versuch eines Prozessbetruges beginnt mit dem unmittelbaren Ansetzen zum Vorbringen der unwahren Tatsachenbehauptung innerhalb eines Gerichtsverfahrens. Dabei muss derjenige, der für die Partei vorträgt, zumindest billigend in Kauf nehmen, dass die Tatsache unwahr ist.
Dazu, wann ein versuchter Prozessbetrug beginnt, gibt es verschiedene (Rechts-)Ansichten, auf die folgend eingegangen wird.

### Einreichen eines Schriftsatzes
Nach der Rechtsprechung beginnt der Versuch (zumindest bezogen auf das sogenannte „streitige Verfahren“) mit der schriftlichen Darstellung einer Prozesspartei.

### Vortrag in der mündlichen Verhandlung
In der (Fach-)Literatur wird angenommen, dass der Versuch erst mit dem mündlichen Vortrag in einer gerichtlichen Verhandlung beginnt.
Wegen der Prozessrechtsakzessorietät des Betrugstatbestands ist die Versuchsstrafbarkeit im Zivilprozess nach neuester Rechtsprechung des Bundesgerichtshofs an die Antragstellung in der mündlichen Verhandlung mitsamt der (konkludenten) Bezugnahme auf die vorbereitenden Schriftsätze nach § 137 Abs. 1, 3 Satz 1 ZPO geknüpft.

## Vollendung
Vollendet ist der Prozessbetrug, wenn der Vermögensschaden bei der durch Täuschung geschädigten Partei eintritt. Der Zeitpunkt des Eingangs der Zahlung bei der gegnerischen Partei ist unerheblich.

## Beendigung
Die Beendigung tritt ein, wenn die schädigende Partei den Vermögensvorteil der geschädigten Partei erhält.

## Verjährung
Wenn der Prozessbetrug nicht nur versucht und vollendet, sondern auch beendigt ist, beginnt die Verjährung mit Zeitpunkt der Beendigung.

## Mögliche Täter eines Prozessbetrugs
Zumindest im Zivilprozess kommen als Täter sowohl die Prozessparteien (im Zivilprozess: Kläger/Antragsteller bzw. Beklagter/Antragsgegner) als auch deren Prozessbevollmächtigte, Vertreter und Beistände in Frage.

### Wahrheitspflicht für Rechtsanwälte
Für Rechtsanwälte folgt die Wahrheitspflicht für eigenen Sachvortrag nicht nur aus § 138 ZPO, sondern gehört auch zu den berufsrechtlichen Grundpflichten. Rechtsanwälte dürfen nicht bewusst Unwahrheiten verbreiten (§ 43a Abs. 3 Satz 2 der Bundesrechtsanwaltsordnung BRAO).
Der Prozessbevollmächtigte ist jedoch nicht verpflichtet, Unwahrheiten seiner Prozesspartei richtigzustellen, da er damit den Anfangsverdacht des durch seine Partei begangenen (versuchten) Prozessbetrugs begründen könnte.
Falls der von einer Prozesspartei bevollmächtigte Rechtsanwalt die Unwahrheit seiner Partei kennt, darf er sich diese nicht zu eigen machen. Die Weiterführung des Rechtsstreits in Kenntnis der prozessbeeinflussenden Lüge verstößt gegen Berufspflichten und gegen berufsethische Grundsätze. Wenn die Partei die Richtigstellung verweigert, bleibt dem Anwalt nur die Niederlegung des Mandats.

## Konkurrenzen
Der Täter kann in einem Gerichtsverfahren, in dem er das Gericht zu einer schädigenden Verfügung über das Vermögen eines anderen zu veranlassen sucht, durch seine Handlung weitere Strafgesetze verletzen.
Wenn eine falsche Aussage, ein falsches Zeugnis, eine falsche Urkunde oder ein falsches Gutachten durch einen Zeugen oder einen Gutachter vorgelegt werden, damit zugunsten einer Partei ein bestimmter Ausgang des Verfahrens erreicht werde, ist tateinheitlich auch ggf. eine Anstiftung zur uneidlichen Falschaussage oder zum Meineid, oder eine Urkundenunterdrückung gegeben. Wird ein Sachverständiger beeinflusst, indem beispielsweise die zu begutachtenden Sachen vorher manipuliert wurden, kommt auch eine Strafbarkeit in mittelbarer Täterschaft in Betracht. Beim Beweismittelbetrug kommt auch eine Urkundenfälschung (§ 267 StGB in Betracht (Idealkonkurrenz, § 52 mit §§ 263, 25 I Alt. 2).
Es wird in der Rechtswissenschaft bejaht, dass eine Prozesspartei A durch falsches Vortragen die andere Prozesspartei B zu einem Vergleich nötigen kann, wenn die Prozesspartei B befürchten muss, dass der (finanzielle, Rechtsfolgen-, ...) Schaden durch einen getäuschten Spruchkörper (Richter) durch ein Urteil größer als bei einem Vergleich ist.
Die Steuerhinterziehung ist ein hinsichtlich der Tathandlung modifizierter Steuerbetrug. An die Stelle des Vermögensvorteils in § 263 StGB tritt in § 370 AO der Steuervorteil. § 370 AO ist insoweit ein spezieller Sonderstraftatbestand (lex specialis) gegenüber dem Betrug und dem Subventionsbetrug. Sind die objektiven und subjektiven Tatbestandsmerkmale des § 370 AO erfüllt, so ist wegen dieser Tat eine Ahndung wegen Betrugs ausgeschlossen. Dies gilt auch, wenn der Täter der Finanzbehörde durch falsche Angaben über Tatsachen, z. B. über Vorsteuer-Erstattungsansprüche, einen nicht existenten Steuerfall vortäuscht. Andernfalls würde die Möglichkeit zur strafbefreienden Selbstanzeige nach § 371 AO genommen.